# Élection présidentielle américaine de 2020 en Pennsylvanie
L'élection présidentielle américaine de 2020 en Pennsylvanie a lieu le 3 novembre 2020 comme dans les 50 autres États ainsi que le district de Columbia. Les électeurs pennsylvaniens choisissent des grands-électeurs pour les représenter dans le collège électoral à travers un vote populaire. L'État de Pennsylvanie possède 20 grands-électeurs.

## Résultats
| Candidats et colistiers  | Candidats et colistiers  | Partis                   | Vote populaire | Vote populaire | Grands électeurs |
| Candidats et colistiers  | Candidats et colistiers  | Partis                   | Voix           | %              | Grands électeurs |
| ------------------------ | ------------------------ | ------------------------ | -------------- | -------------- | ---------------- |
|                          | Joe Biden Kamala Harris  | Parti démocrate          | 3 458 229      | 50,01          | 20               |
|                          | Donald Trump Mike Pence  | Parti républicain        | 3 377 674      | 48,84          | 0                |
|                          | Jo Jorgensen Spike Cohen | Parti libertarien        | 79 380         | 1,15           | 0                |
|                          | Candidat par écrit       | Candidat par écrit       | 6 423          | -              | 0                |
|                          |                          |                          |                |                |                  |
| Total                    | Total                    | Total                    | 6 915 283      | 100            | 20               |
| Abstention               | Abstention               | Abstention               | 2 183 715      | 24,00          |                  |
| Inscrits / participation | Inscrits / participation | Inscrits / participation | 9 098 998      | 76,00          |                  |